# Cavaraella
Cavaraella — рід грибів. Назва вперше опублікована 1923 року.

## Класифікація
До роду Cavaraella відносять 1 вид:
- Cavaraella micraspis